# École internationale de création audiovisuelle et de réalisation
Die École internationale de création audiovisuelle et de réalisation (EICAR) ist eine 1972 gegründete französische Filmhochschule. Die Schule befindet sich in La Plaine Saint-Denis nahe Paris.
Die Ausbildung an der EICAR ist praxisbezogen. Etwa 75 % der Lehrkräfte sind aktiv in der Unterhaltungsbranche tätig.

## Studium
Die Hochschule bietet die folgenden fünf Fachrichtungen an:
- Film: Regie, Kamera, Drehbuch, Produktion, Schnitt
- Ton: Film & Fernsehen, Musik und Live-Shows
- Nachrichten und Berichterstattung
- Schauspiel
- BTS (Brevet de technicien supérieur): Produktion, Ton, Kamera und Schnitt